# Szkepticizmus
A szkepticizmus (a görög „σκέπτεσθαι”, szkepteszthai szóból, melynek jelentése körbenézni, megfontolni) szónak több, egymással rokon jelentése van:
- a köznyelvi használat szerint a hitetlenkedés, a kételkedés szinonimája
- filozófiai szkepticizmus – filozófiai irányzat, amely kritikusan vizsgálja, hogy az érzékek által közvetített valóság és a tekintélyelvű tudás mennyiben feleltethető meg a valóságnak, illetve ismerheti-e bárki a tökéletes igazságot;[1]
- tudományos szkepticizmus – tudományos vagy gyakorlati állásfoglalás, amelyben olyan állítások igazságtartalmát kérdőjelezik meg, amelyeket nem igazol a tudományos módszer.

## Köznyelvi értelemben
- kételkedő hozzáállás általában, vagy valamilyen meghatározott jelenséggel kapcsolatban
- elv, amely szerint a valódi tudás bizonytalan
- a szisztematikus kételkedés módszere[2]

## Filozófiai szkepticizmus
A filozófiai szkepticizmus az ókori görög filozófiában gyökeredzik.
A görög szkeptikusok bírálták a sztoikusokat, dogmatizmussal vádolták őket. A szkeptikusok számára a logikán alapuló vita elfogadhatatlan volt, mivel maga is olyan előfeltevésekre épült, amelyek nem mondhatóak hamisnak vagy igaznak további előfeltevésekre hivatkozás nélkül. Ezenkívül azt is állították, hogy két előfeltevés nem épülhet egymásra, mivel ezzel egy ördögi kört hoznának létre. A szkeptikusok ezért a logikát megbízhatatlan eszköznek tekintették, ami épp annyi problémát okoz, mint amennyit megold. Ennek ellenére szerintük az igazság mégsem szükségszerűen elérhetetlen, sokkal inkább egy olyan képzet, ami nem létezik tiszta formájában. Bár a szkeptikusokat vádolták azzal, hogy tagadják az igazság megismerésének lehetőségét, csak egy olyan kritikai iskola volt, amelynek követői szerint a filozófusok még nem találtak rá az igazságra.
A filozófiai szkepticizmus különválasztható mérsékelt és szélsőséges ágakra. A mérsékelt szkepticizmus kételkedés a világ érzékelésének módjában, a dolgok tulajdonságaiban; alapkérdése: „tényleg olyan-e a világ, amilyennek érzékeljük és elgondoljuk?” A szélsőséges szkepticizmus – részben az előző kérdések által felvetett megfontolásokból kiindulva – magát a létezést is megkérdőjelezi, alapkérdése: „létezik-e egyáltalán a világ, léteznek-e az érzékszervek által észlelt dolgok?”.
A modern filozófiai szkepticizmus gyakori érvei és problémái az álomargumentum és az „agyak a tartályban” problémakör. Ezek többségét már Descartes is említi műveiben (Értekezés a módszerről, ill. Szabályok az értelem vezetésére). Emiatt Descartes-ot egyes szerzők a modern szkepticizmus előfutárának vagy vezéralakjának is tartják, noha Descartes világosan elhatárolta magát tőlük, s az általa idézett szkeptikus érvek éppen az abszolút bizonyosság elérésére irányultak.
A szkepticizmus szoros kapcsolatban van a relativizmussal, noha a két felfogás nem ugyanaz. Röviden, a szkeptikus erősen kételkedik benne, hogy bármi is, amit bárki állít, szigorú értelemben egyáltalán igaz lenne,  a relativista szerint pedig – a megfelelő szemszögből nézve – gyakorlatilag bármilyen kijelentés igaz lehet. Gyakorlati szempontból azonban a szkeptikus is és a relativista is elveti azt a hitet, hogy a kijelentéseknek abszolút, örök érvényű igazságot lehet tulajdonítani, ennyiben a jelentős elméleti különbség ellenére sokszor gyakorlati hasonlóságot lehet találni az érvelésben vagy bevettnek számító állítások tagadásában.

## Tudományos szkepticizmus
A tudományos szkepticizmus tizennyolcadik századi gyökerekkel bíró, de a huszadik században megszerveződött mozgalom, világnézet és filozófia, melynek követői más eszmék kritikai megközelítését hirdetik a természettudomány elveire támaszkodva. A „tudományos” szkeptikusok úgy vélik, a világot csak empirikus módon megszerzett, megbízható és meggyőző bizonyítékok alapján lehet megismerni. A tudományos módszer is erre épít, ezért hívják a mozgalmat tudományos szkepticizmusnak.
A tudományos szkeptikus irodalom olyan területek állításait vizsgálja, mint például az alternatív gyógymódok, természetfeletti (állítólagos) képességek és jelenségek, kriptozoológia, összeesküvés-elméletek és egyéb olyan területek, ahol rendkívüli állításokkal szembesül az ember.